# Rickard Persson
Joe Rickard Persson, född 4 december 1959 i Helsingborg (Maria), är en svensk politiker (miljöpartist), som var ordinarie riksdagsledamot 2014–2018, invald för Skåne läns västra valkrets.
I riksdagen var han ledamot i socialförsäkringsutskottet (2015–2018). Han var även suppleant i arbetsmarknadsutskottet och socialförsäkringsutskottet samt kvittningsman.
Persson var vice ordförande i miljönämnden i Helsingborg 2010-2014. Sedan 1 januari 2019 är han ledamot av miljönämnden i Helsingborgs kommun.
Han var sammankallande/ordförande i Miljöpartiet i Helsingborg under flera år på 1980- och 1990-talet. 2011 var han lokalt språkrör för Miljöpartiet i Helsingborgs kommun.